# Crouy-Saint-Pierre
Pour les articles homonymes, voir Crouy (homonymie).
Crouy-Saint-Pierre est une commune française située dans le département de la Somme, en région Hauts-de-France.

## Géographie

### Localisation
Crouy-Saint-Pierre est un village picard de l'Amiénois.
À vol d'oiseau, la localité est située à 5 km au sud de Flixecourt, 8 km au sud-est de Longpré-les-Corps-Saints, 9 km au nord-ouest d'Ailly-sur-Somme, 10 km à l'est d'Airaines, 17 km au nord-ouest d'Amiens et à 24 km au sud-est d'Abbeville.
Le territoire de la commune est limitrophe de ceux de sept communes.  
Les communes limitrophes sont  Belloy-sur-Somme, Bourdon, Fourdrinoy, Hangest-sur-Somme, Picquigny, Soues et Yzeux.

### Hydrographie

#### Réseau hydrographique
La commune est située dans le bassin Artois-Picardie. Elle est drainée par la Somme canalisée et l'Eauette ou Somme,.
Le canal de la Somme limite le territoire communal au nord-est. Construit entre 1770 et 1827, et mis au gabarit Freycinet en 1880, il est long 170 km. Il débute à Saint-Simon où il touche au canal de Saint-Quentin et débouche dans la baie de Somme. Il est très poissonneux et attire de nombreux pêcheurs. Il est bordé de nombreux étangs.

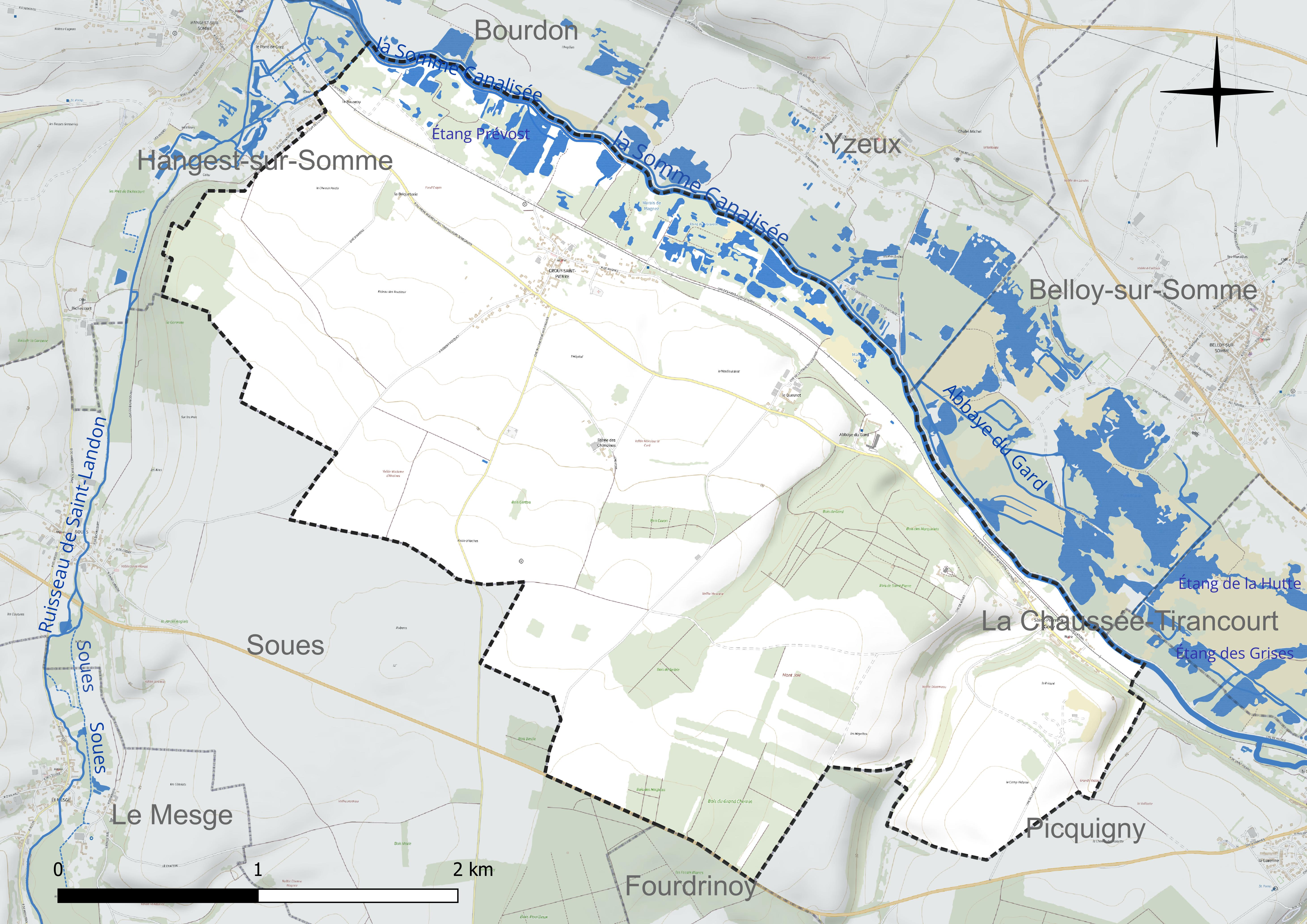
Réseau hydrographique de Crouy-Saint-Pierre.

Deux plans d'eau complètent le réseau hydrographique : l'étang de la Gravelle (0 ha) et l'étang Prévost (3,8 ha),.

#### Gestion et qualité des eaux
Le territoire communal est couvert par le schéma d'aménagement et de gestion des eaux (SAGE) « Somme aval et Cours d'eau côtiers ». Ce document de planification concerne un territoire de 1 835 km2 de superficie, délimité par le bassin versant de la Somme canalisée. Le périmètre a été arrêté le 29 avril 2010 et le SAGE proprement dit a été approuvé le 6 août 2019. La structure porteuse de l'élaboration et de la mise en œuvre est le syndicat mixte d'aménagement hydraulique du bassin versant de la Somme (AMEVA).
La qualité des cours d'eau peut être consultée sur un site dédié géré par les agences de l'eau et l'Agence française pour la biodiversité.

### Climat
Pour des articles plus généraux, voir Climat des Hauts-de-France et Climat de la Somme.
En 2010, le climat de la commune est de type climat océanique altéré, selon une étude du CNRS s'appuyant sur une série de données couvrant la période 1971-2000. En 2020, Météo-France publie une typologie des climats de la France métropolitaine dans laquelle la commune est exposée à un climat océanique et est dans la région climatique Côtes de la Manche orientale, caractérisée par un faible ensoleillement (1 550 h/an) ; forte humidité de l'air (plus de 20 h/jour avec humidité relative > 80 % en hiver), vents forts fréquents.
Pour la période 1971-2000, la température annuelle moyenne est de 10,5 °C, avec une amplitude thermique annuelle de 13,2 °C. Le cumul annuel moyen de précipitations est de 702 mm, avec 11,5 jours de précipitations en janvier et 8,3 jours en juillet. Pour la période 1991-2020, la température moyenne annuelle observée sur la station météorologique la plus proche, située sur la commune de Bernaville à 19 km à vol d'oiseau, est de 10,4 °C et le cumul annuel moyen de précipitations est de 877,3 mm,. Pour l'avenir, les paramètres climatiques de la commune estimés pour 2050 selon différents scénarios d'émission de gaz à effet de serre sont consultables sur un site dédié publié par Météo-France en novembre 2022.

### Milieux naturels et biodiversité
En 2021 a été remarqué entre l'Abbaye du Gard et Saint-Pierre-à-Gouy la présence d'orchis pourpre, une espèce d'orchidée sauvage fréquente dans l'est de la France, mais rare en Picardie.

## Urbanisme

### Typologie
Au 1er janvier 2024, Crouy-Saint-Pierre est catégorisée commune rurale à habitat dispersé, selon la nouvelle grille communale de densité à sept niveaux définie par l'Insee en 2022.
Elle est située hors unité urbaine. Par ailleurs la commune fait partie de l'aire d'attraction d'Amiens, dont elle est une commune de la couronne,. Cette aire, qui regroupe 369 communes, est catégorisée dans les aires de 200 000 à moins de 700 000 habitants,.

### Occupation des sols
L'occupation des sols de la commune, telle qu'elle ressort de la base de données européenne d'occupation biophysique des sols Corine Land Cover (CLC), est marquée par l'importance des territoires agricoles (75,9 % en 2018), en diminution par rapport à 1990 (78,1 %). La répartition détaillée en 2018 est la suivante : 
terres arables (61,5 %), forêts (18,1 %), prairies (11 %), eaux continentales (3,7 %), zones agricoles hétérogènes (3,4 %), zones humides intérieures (2 %), zones urbanisées (0,1 %). L'évolution de l'occupation des sols de la commune et de ses infrastructures peut être observée sur les différentes représentations cartographiques du territoire : la carte de Cassini (XVIIIe siècle), la carte d'état-major (1820-1866) et les cartes ou photos aériennes de l'IGN pour la période actuelle (1950 à aujourd'hui).

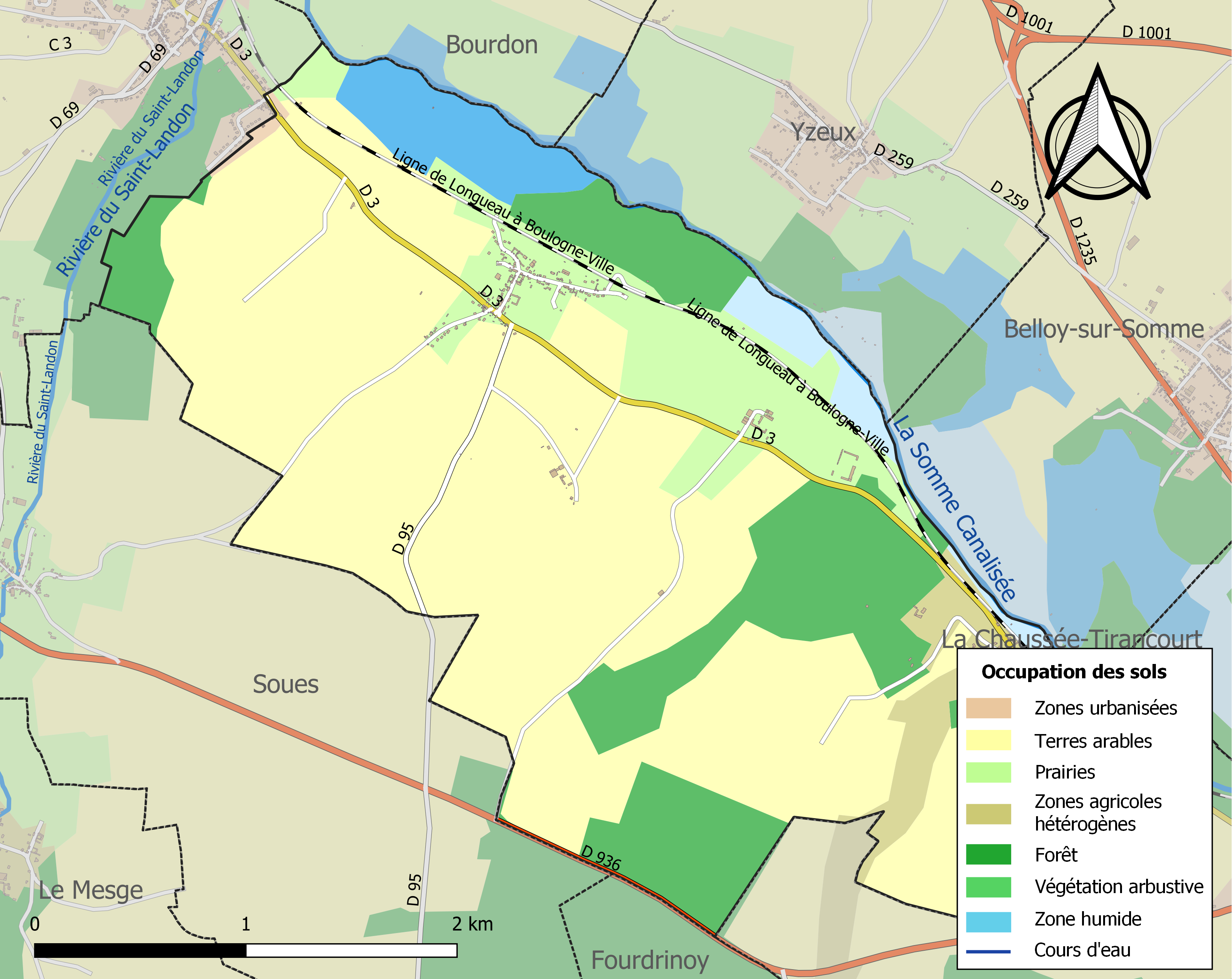
Carte des infrastructures et de l'occupation des sols de la commune en 2018 (CLC).

### Habitat et logement
En 2019, le nombre total de logements dans la commune était de 171, alors qu'il était de 163 en 2014 et de 149 en 2009.
Parmi ces logements, 85,5 % étaient des résidences principales, 1,8 % des résidences secondaires et 12,7 % des logements vacants. Ces logements étaient pour 82,6 % d'entre eux des maisons individuelles et pour 16,2 % des appartements.
Le tableau ci-dessous présente la typologie des logements à Crouy-Saint-Pierre en 2019 en comparaison avec celle de la Somme et de la France entière. Une caractéristique marquante du parc de logements est ainsi une proportion de résidences secondaires et logements occasionnels (1,8 %) inférieure à celle du département (8,3 %) et  à celle de la France entière (9,7 %). Concernant le statut d'occupation de ces logements, 84,9 % des habitants de la commune sont propriétaires de leur logement (77,1 % en 2014), contre 60,2 % pour la Somme et 57,5 pour la France entière.
| Typologie                                               | Crouy-Saint-Pierre | Somme | France entière |
| ------------------------------------------------------- | ------------------ | ----- | -------------- |
| Résidences principales (en %)                           | 85,5               | 83,2  | 82,1           |
| Résidences secondaires et logements occasionnels (en %) | 1,8                | 8,3   | 9,7            |
| Logements vacants (en %)                                | 12,7               | 8,5   | 8,2            |

### Voies de communication et transports
Le village est desservi par la route départementale no 3 (RD 3) en fond de vallée.
En 2019, la localité est desservie par la ligne d'autocars no 28 (Saint-Léger - L'Étoile - Flixecourt - Amiens) du réseau inter-urbain Trans'80.
Le long de la Somme passe la Ligne de Longueau à Boulogne-Ville, mais la halte de chemin de fer la plus proche est la gare d'Hangest, desservie par des trains TER Hauts-de-France qui effectuent des missions omnibus entre les gares d'Abbeville et d'Amiens, voire d'Albert.
Le Sentier de grande randonnée GR800 passe dans la zone des étangs de la Somme.

## Toponymie
Dès 1066, Croy est cité lors de la fondation de la Collégiale Saint-Martin de Picquigny, puis Croi en 1167 ; Croii en 1252. Une chronique de Mathieu d'Escouchy nous fournit Crouy en 1444. La forme latinisée Croyacum super Sommam apparaît au XVIe siècle, puis sous les formes La Croix en 1638; Craux en 1657 ; Croï-sur-Somme en 1826 et 1827.
La référence à une croix paraît envisageable.
Saint-Pierre est un hagiotoponyme issu de Saint-Pierre-à-Gouy, ancienne commune française, intégrée dans la commune de Crouy-Saint-Pierre.
La commune, instituée par la Révolution française sous le nom de Crouy et prend celui de Crouy-Saint-Pierre en 1972 lorsqu'elle absorbe celle de Saint-Pierre-à-Gouy. En 2010, Saint-Pierre-à-Gouy reprend une partie de « son indépendance ». Une mairie est construite et ouvre en 2014.

## Histoire

### Moyen Âge
Sur le territoire de Crouy-Saint-Pierre, l'abbaye du Gard est une abbaye cistercienne fondée en 1137 par Gérard de Picquigny, vidame d'Amiens.
En 1207, Gillon de Croÿ est seigneur de Crouy. Il donne aux religieux de l'abbaye les dîmes perçues par ses soins.
La Maison de Croÿ a ses origines à Crouy-Saint-Pierre. Elle possèdera la seigneurie jusqu'à la Révolution.

### Époque moderne
En 1598, Henri IV crée le duché de Croÿ en faveur de Charles de Croÿ (Charles III de Croÿ) sur la terre de Croÿ en Picardie. Charles meurt sans héritier en 1612, son cousin germain Charles Alexandre de Croÿ effectue le 26 février 1613 le retrait lignager sur les biens de Charles. Charles Alexandre bénéficie du duché jusqu'à sa mort en 1624. Son héritière, sa fille Marie Claire de Croÿ, épouse Philippe François de Croÿ-Solre qui prit alors le nom de Croÿ d'Havrée (Croÿ-Havré). La terre passe alors dans la branche cadette de la famille.
Le roi Louis XV n'a pas reconnu que la transmission du titre ducal ait pu s'opérer par le retrait lignager de 1613 et érige de nouveau la terre en duché en y réunissant celle de Wailly et autres par lettres de novembre 1773 sous le nom de duché de Croÿ-Wailly. Le bénéficiaire en 1788 Emmanuel Ferdinand François duc de Croÿ va demander et obtenir le transfert du titre du duché sur les terres de Condé, Fresnes, Vieux-Condé, Hargnies, situées en Hainaut.

### Époque contemporaine
Au début de la Seconde Guerre mondiale, lors de la Bataille de France, la commune, située sur la Ligne Weygand, subit de violents combats au cours de la Bataille de France de mai-juin 1940. 134 soldats africains du 44e régiment d'infanterie coloniale mixte sénégalais, faiblement armés, sont massacrés par les soldats allemands les 5 et 6 juin 1940 à Crouy, Saint-Pierre-à-Gouy, au Quesnot, à l'abbaye du Gard, dans la ferme des Chanoines… Ils sont inhumés dans la Nécropole nationale de Condé-Folie,.
En 1972, la commune de Crouy fusionne avec celle de Saint-Pierre-à-Gouy pour devenir Crouy-Saint-Pierre dans le cadre des dispositions de la Loi sur les fusions et regroupements de communes (dite Loi Marcellin). Cette fusion étant dysfonctionnelle, en 2010, Saint-Pierre-à-Gouy reprend son indépendance, et se dote d'une nouvelle mairie en 2014
En 2021, le 5 juin, une statue représentant un tirailleur sénégalais, « Hamidou », œuvre d'Olivier Briquet a été dévoilée dans le village, commémorant le massacre de 1940.

## Politique et administration

### Rattachements administratifs et électoraux

#### Rattachements administratifs
La commune se trouve dans l'arrondissement d'Amiens du département de la Somme.
Elle faisait partie depuis 1793 du canton de Picquigny. Dans le cadre du redécoupage cantonal de 2014 en France, cette circonscription administrative territoriale a disparu, et le canton n'est plus qu'une circonscription électorale.

#### Rattachements électoraux
Pour les élections départementales, la commune fait partie depuis 2014 du canton d'Ailly-sur-Somme
Pour l'élection des députés, elle fait partie de la première circonscription de la Somme.

### Intercommunalité
Crouy-Saint-Pierre était membre de la communauté de communes de l'Ouest d'Amiens, un établissement public de coopération intercommunale (EPCI) à fiscalité propre créé fin 1993 et auquel la commune avait transféré un certain nombre de ses compétences, dans les conditions déterminées par le code général des collectivités territoriales.
Dans le cadre des dispositions de la loi portant nouvelle organisation territoriale de la République du 7 août 2015, qui prévoit que les établissements publics de coopération intercommunale (EPCI) à fiscalité propre doivent avoir un minimum de 15 000 habitants, cette intercommunalité a fusionné avec sa voisine pour former, le 1er janvier 2017, la communauté de communes Nièvre et Somme dont est désormais membre la commune.

### Liste des maires
| Période                                  | Période                         | Identité         | Étiquette | Qualité                                                                        |
| ---------------------------------------- | ------------------------------- | ---------------- | --------- | ------------------------------------------------------------------------------ |
| Les données manquantes sont à compléter. |                                 |                  |           |                                                                                |
| mars 1989                                | mars 2001                       | Yves Dhaille     |           |                                                                                |
| mars 2001                                | 2008                            | Jacques Vast     |           |                                                                                |
| mars 2008                                | 2011                            | Yves Dhaille     |           | Directeur de l'entreprise des machines agricoles Colin d'Amiens Démissionnaire |
| 2011                                     | mai 2020                        | M. Claude Dufour |           |                                                                                |
| mai 2020,                                | En cours (au 13 septembre 2022) | Régis Sinoquet   |           | Ancien officier de gendarmerie                                                 |

## Équipements et services publics

### Espaces publics
En 2025, la commune espère obtenir une deuxième fleur au concours des villes et villages fleuris.
Une aire de jeux destinée aux enfants âgés de 2 à 10 ans a été installée en 2021.

### Enseignement
L'école à classe unique de Gouy ferme en 2001.
À Picquigny, le syndicat scolaire gère les activités de l'école de la Vigne. Il regroupe les communes de Picquigny, Crouy-Saint-Pierre, Breilly et Yzeux. Un service de cantine est à la disposition des élèves. Au cours de l'année scolaire 2020-2021, 198 élèves sont scolarisés au sein de la structure.

## Population et société

### Démographie
L'évolution du nombre d'habitants est connue à travers les recensements de la population effectués dans la commune depuis 1793. Pour les communes de moins de 10 000 habitants, une enquête de recensement portant sur toute la population est réalisée tous les cinq ans, les populations de référence des années intermédiaires étant quant à elles estimées par interpolation ou extrapolation. Pour la commune, le premier recensement exhaustif entrant dans le cadre du nouveau dispositif a été réalisé en 2006.

En 2022, la commune comptait 373 habitants, en évolution de +10,36 % par rapport à 2016 (Somme : −1,26 %, France hors Mayotte : +2,11 %).
| 1793 | 1800 | 1806 | 1821 | 1831 | 1836 | 1841 | 1846 | 1851 |
| ---- | ---- | ---- | ---- | ---- | ---- | ---- | ---- | ---- |
| 334  | 321  | 346  | 339  | 357  | 359  | 431  | 347  | 350  |

| 1856 | 1861 | 1866 | 1872 | 1876 | 1881 | 1886 | 1891 | 1896 |
| ---- | ---- | ---- | ---- | ---- | ---- | ---- | ---- | ---- |
| 393  | 393  | 343  | 345  | 322  | 301  | 299  | 279  | 265  |

| 1901 | 1906 | 1911 | 1921 | 1926 | 1931 | 1936 | 1946 | 1954 |
| ---- | ---- | ---- | ---- | ---- | ---- | ---- | ---- | ---- |
| 267  | 247  | 207  | 210  | 214  | 210  | 217  | 218  | 199  |

| 1962 | 1968 | 1975 | 1982 | 1990 | 1999 | 2006 | 2011 | 2016 |
| ---- | ---- | ---- | ---- | ---- | ---- | ---- | ---- | ---- |
| 148  | 156  | 228  | 229  | 285  | 303  | 335  | 329  | 338  |

| 2021 | 2022 | - | - | - | - | - | - | - |
| ---- | ---- | - | - | - | - | - | - | - |
| 362  | 373  | - | - | - | - | - | - | - |

### Vie associative
La commune s'est dotée d'un comité des fêtes en 2022.

## Culture locale et patrimoine

### Lieux et monuments
- Abbaye du Gard, ancienne abbaye cistercienne, occupée ensuite par des Trappistes, des Maristes, des Chartreuses et des Frères auxiliaires du Clergé, désormais transformée en résidence de standing[46].

- Ancienne chartreuse de Notre-Dame du Gard.

- Église Saint-Firmin-le-Martyr, reconstruite toute en brique vers 1890-1895. En 2022, elle nécessite un important chantier de confortation[47],[48].

Les trois cloches (Marie-Ambroisine, Firmine-Adélaïde et Louise-Désirée) sont rénovées et réinstallées en 2023,.
- Chapelle du cimetière.
- Calvaire sur fût de pierre.
- Monument aux morts, inauguré le 22 octobre 1922, et où sont portés le nom des 22 soldats de la commune morts pour la France pendant la Première Guerre mondiale[51].
- Statue représentant un tirailleur sénégalais, œuvre d'Olivier Briquet, au carrefour des rues du 44e Régiment de Tirailleurs sénégalais et de la Croix, en mémoire du massacre de 1940[30],[52].
- Le cimetière militaire britannique[53]

- Un verger conservatoire a été planté en 2015[54].

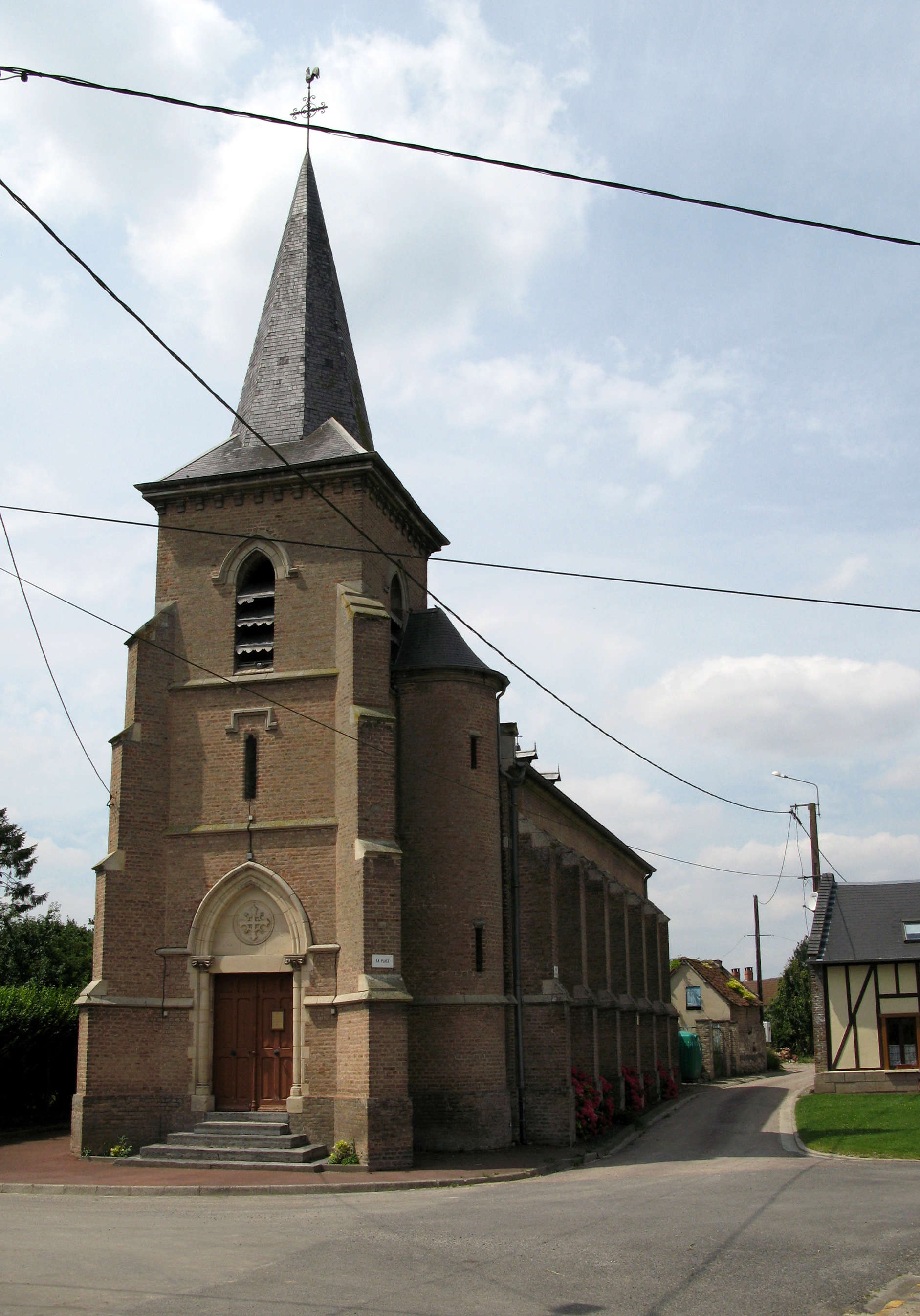
L'église.
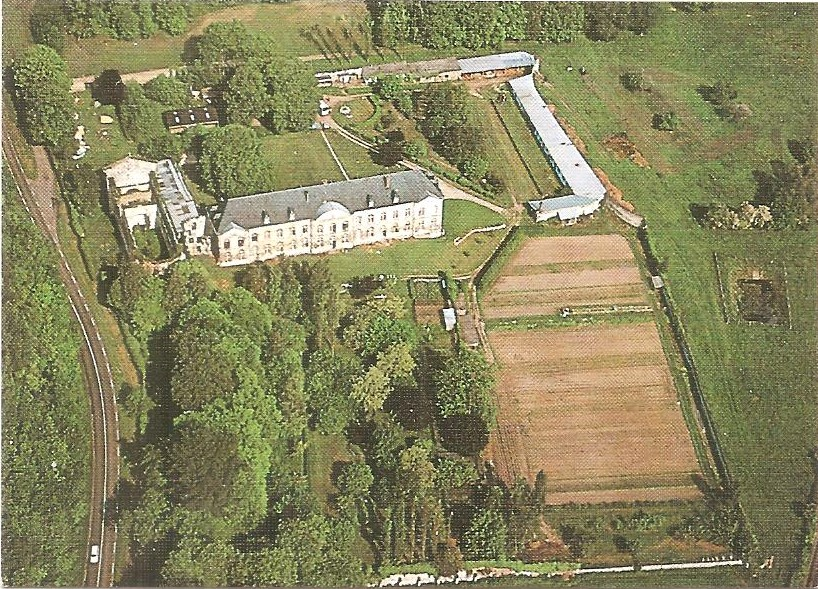
Vue aérienne de l'Abbaye du Gard.
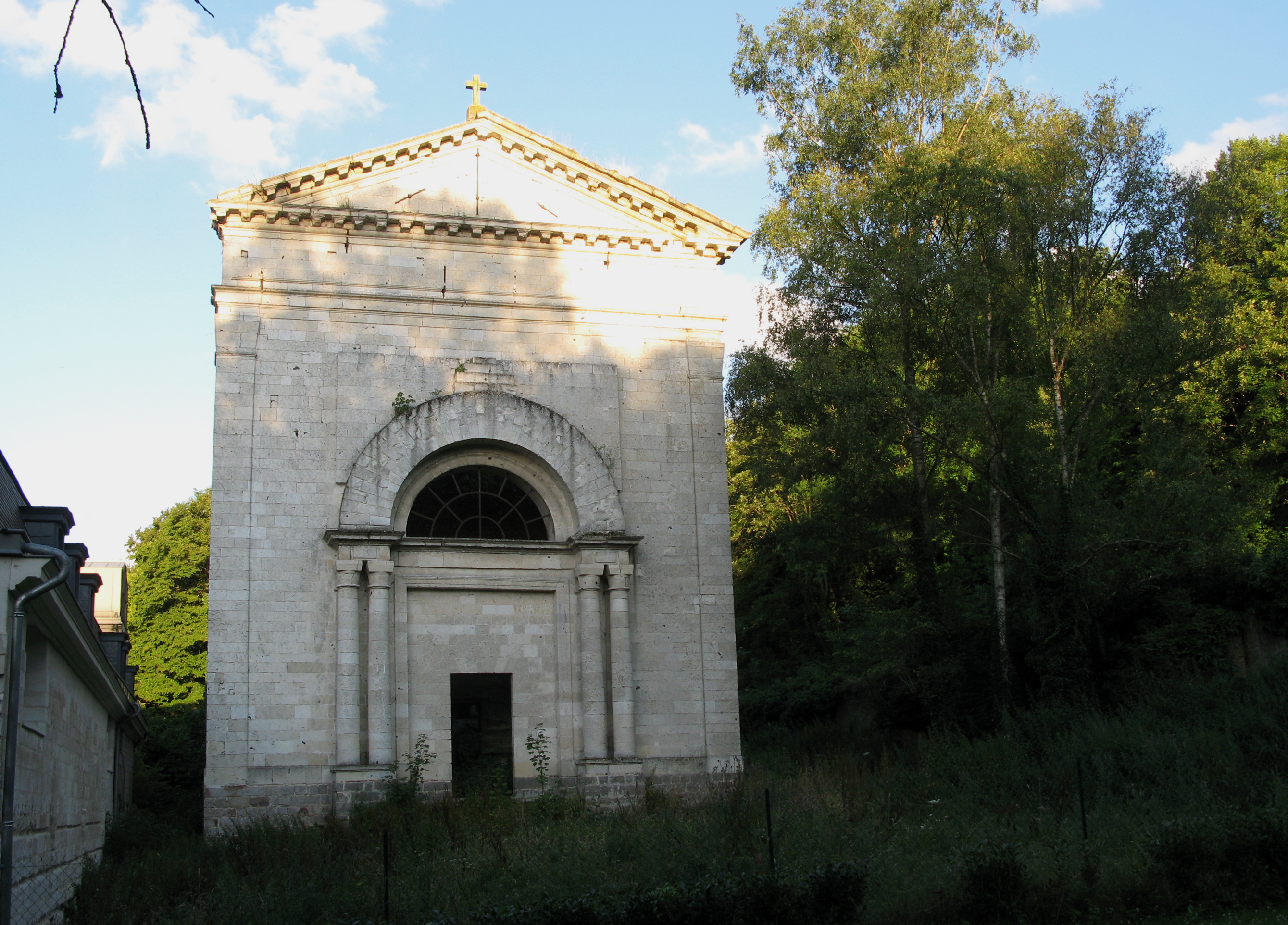
L'église de l'abbaye du Gard en ruines.
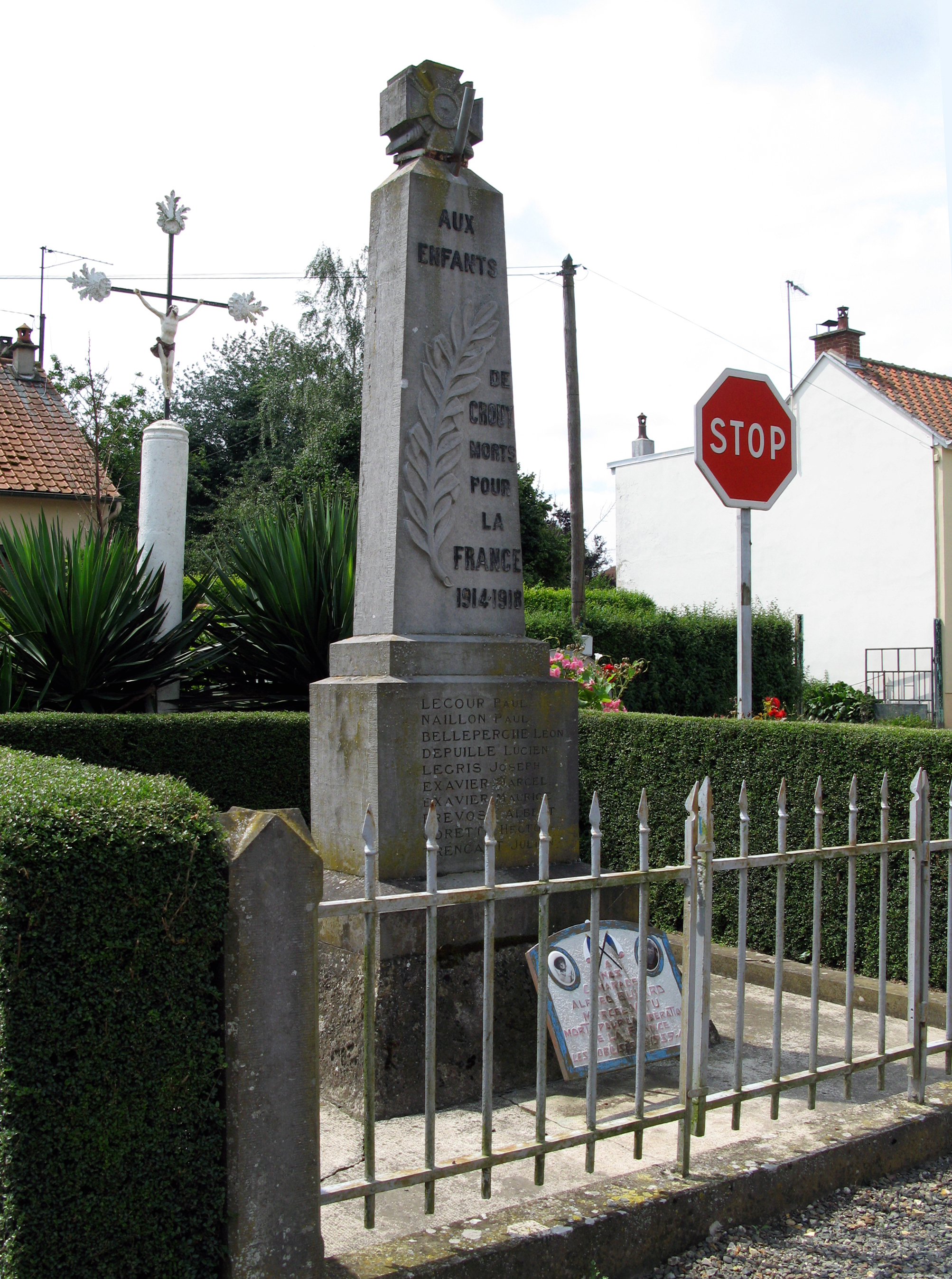
Monument aux morts et calvaire.
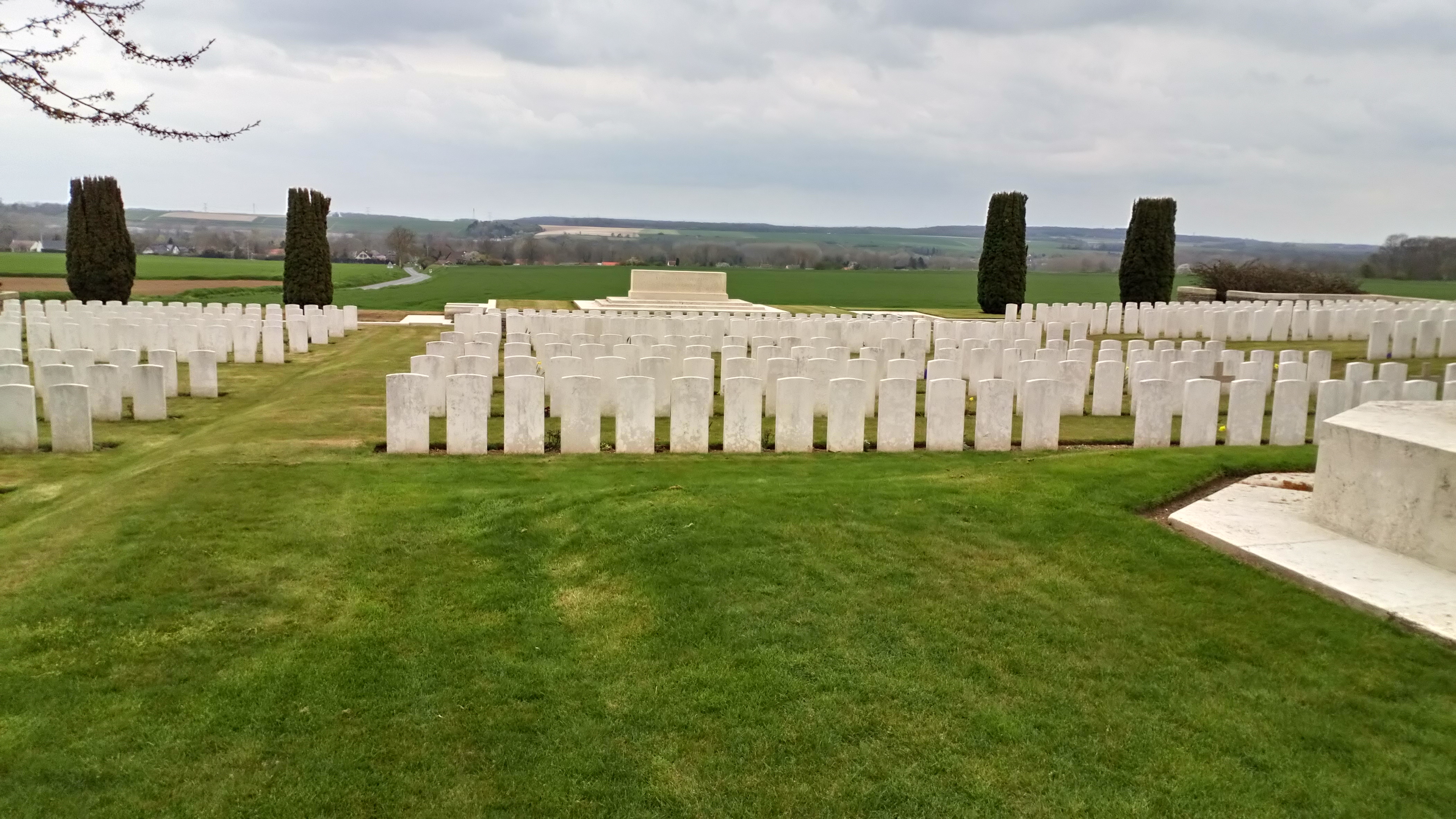
Cimetière militaire britannique

### Héraldique
| Blason de Crouy-Saint-Pierre | Blason  | Écartelé : aux 1er et 4e d'argent à trois fasces de gueules, aux 2e et 3e d'argent à trois doloires de gueules, celles du chef adossées. |
| Blason de Crouy-Saint-Pierre | Détails | Le statut officiel du blason reste à déterminer.                                                                                         |

### Personnalités liées à la commune
- Maison de Croÿ.